# MediVR カグラ
mediVR カグラ（mediVR Kagura / メディブイアール カグラ）は、株式会社mediVRが開発した、歩行に必要な運動機能と姿勢バランス、認知機能を総合的に評価するための測定機能付自力運動訓練装置（リハビリテーションに利用する医療機器）である。
仮想現実（VR, virtual reality）及び三次元空間トラッキング技術を応用することで二重課題型のタスク処理機能を定量的に評価することが可能としている。
経済産業省が2018年1月18日に開催した「ジャパン・ヘルスケアビジネスコンテスト2018」でグランプリを獲得。

## 概要
HTC VIVEというバーチャルリアリティ向けヘッドマウントディスプレイ (VR HMD)を利用した医療機器。VR空間を患者に認知させ、3次元空間内で提示する座標に対して手を伸ばす（リーチングという動作）ことによって姿勢バランスを「定量的」に崩すための刺激を行い、リーチングタスクの達成度を計測することでバランス能力を評価する。 また同時に、「映像内で目標の場所を空間的に捉え把握すること、及び対象物の出現スピードに応じた反応を瞬時に行っていく動作は、歩行時の危険認知や信号の色の識別処理、歩行者同士がすれ違う時に必要な距離計算のための認知処理、及びそれらに付随する危険回避行動等の動作処理を模倣した二重課題型の認知処理能力を定量的評価にできる。このタスクは最適な目標値を設定しながら患者に合わせたリハビリテーションを提供し、歩行に必要な体幹バランスを鍛えることができる」とされている。

## 特徴
- 運動機能と認知機能を同時に訓練できるデュアルタスク型のリハビリテーションが可能であるとされている。
- HTC VIVEのトラッキング技術を利用し、効果の数値や改善度などのセンチ単位の定量評価を可能としている。
- 医療機器でありながらバーチャルリアリティを利用した「テレビゲーム」のようなプレイ感がある。このテレビゲームをこなすようなプレイ感は「リハビリテーションとしても、楽しんで使ってもらいたいと強く思います。脳梗塞発症後のリハビリテーションは離脱率が高いことが知られていますが、やらされていると感じるものは長続きしません。患者が面白いと思わないと意味がないのです。」[3]という言葉から読み取れる。「遊んでいたらいつの間にか歩けるようになっていた」を目指す[4]とあるように「遊び」という要素も深く配慮したデザインが施されている。

## 開発
「理学療法士等が経験や感覚に基づいて行っている定性的運動リハビリテーションの分野に、効果の数値や改善度などの定量評価という概念を導入することで、治療を標準化する」という目的のもと開発が開始される
2016年11月1日、大阪大学との共同研究をスタート、同11月6日にVirtual Reality技術を用いた脳梗塞後リハビリテーション治療プログラムのプロトタイプが完成しその動作確認
2017年10月22日、VRリハビリテーションシステム（mediVR01）の健常人における安全性試験が開始
2018年1月18日、ジャパンヘルスケアビジネスコンテスト2018　グランプリ（最優秀賞）を受賞
2018年10月24日、Virtual Realityと3-dimensional trackingの技術を応用したリハビリテーション医療機器の安全性試験の結果が日本リハビリテーション医学会の Progress in Rehabilitation Medicine誌 で公開
2019年3月26日、正式版リリース